# Antoni Culebras i Juliana
Antoni Culebras i Juliana (Barcelona, 14 de setembre de 1950) és un nedador olímpic català.

## Biografia
Es va fer soci del Club Natació Sabadell el 7 de febrer del 1972, procedent del Club Natació Atlètic Barceloneta. Va participar en els Jocs Olímpics de Múnic el 1972, on va arribar a la final de la prova olímpica nedant el relleu del 4 x 100 m lliures.